# Violeta Ferraz
Violeta Ferraz nascida Violeta Vidigal (Lisboa, 11 de fevereiro de 1902 — Rio de Janeiro, 4 de novembro de 1982) foi uma atriz portuguesa radicada no Brasil. Adota o sobrenome do marido Paulo Ferraz.

## Biografia
Veio de Portugal para o Brasil com a Companhia Vidigal de Teatro e depois largou-a para trabalhar durante anos no circo.
Largou a Companhia com 13 anos, após dar à luz seu primeiro filho, Raul Tabajara, deixando-o aos cuidados de seus pais e indo trabalhar como cantora e apresentadora de um circo local, onde trabalhou durante muitos anos.
Com experiência de anos em canto lírico e apresentações teatrais, conseguiu entrar para a Rádio Nacional fazendo apresentações e radionovelas. Entre seus trabalhos conceituados em sua época de rádio destaca-se a interpretação e dublagem da personagem "Madrasta Má", na história Branca de Neve e os Sete Anões, dentro da "Coleção Disquinho" da Disney. Infelizmente os únicos créditos do disco para essa personagem são da Dalva de Oliveira, que na ocasião apenas cantou, e não fez a dublagem.
Transformou-se, na década de 1950, em uma das principais atrizes das chanchadas produzidas pela Atlântida no Rio de Janeiro, estreando em 1939 em Está Tudo Aí.

### Ativismo feminista
Entre as personagens que interpretou pelo menos uma clássica: a masculinizada Madame Pau Pereira em "É fogo na roupa" do diretor de Watson Macedo. Violeta Ferraz, com sua forma escrachada de humor e sua interpretação forte, era engajada em filmes onde havia protagonistas mulheres que faziam a diferença e brigavam pela igualdade entre os sexos. Considerada uma das primeiras ativistas femininas do Brasil e Isso pode se notar em filmes como O Petróleo é Nosso, Fogo na Roupa, Romance Proibido e Minha Sogra é da Polícia.
Seu primeiro filho, Raul Tabajara, tornou-se um importante radialista brasileiro, focado na atividade de narração desportiva sendo o primeiro a transmitir uma partida de futebol pela televisão e ganhando 7 troféus Roquete Pinto, importante premiação nacional da década de 70.

## Filmografia
| Ano  | Título                        | Personagem         |
| ---- | ----------------------------- | ------------------ |
| 1971 | Cômicos + Cômicos             | Ela mesma          |
| 1963 | Quero Essa Mulher Assim Mesmo | —                  |
| 1960 | Briga, Mulher e Samba         | Sofia              |
| 1959 | Comendo de Colher             | —                  |
| 1958 | O Batedor de Carteiras        | Ernesta            |
| 1958 | Minha Sogra É da Polícia      | Valdemira          |
| 1958 | No Mundo da Lua               | Dorinha            |
| 1957 | Pega Ladrão                   | Solteirona         |
| 1957 | Rico Ri à Toa                 | Isabel             |
| 1956 | Quem Sabe...Sabe!             | Gertrudes          |
| 1955 | Carnaval em Marte             | Petrolina          |
| 1955 | O Feijão é Nosso              | Catarina           |
| 1955 | O Grande Pintor               | Mecenas            |
| 1955 | O Golpe                       | Adelaide           |
| 1954 | O Petróleo é Nosso            | Perpétua           |
| 1952 | É Fogo na Roupa               | Madame Pau Pereira |
| 1951 | Aguenta Firme, Isidoro        | Dona Mariquinhas   |
| 1949 | Pinguinho de Gente            | Dona Mimosa        |
| 1947 | Asas do Brasil                | Dona da Pensão     |
| 1946 | Caídos do Céu                 | Alzira             |
| 1945 | No Trampolim da Vida          | —                  |
| 1944 | Romance Proibido              | Inspetora          |
| 1939 | Está Tudo Aí                  | Filomena           |

## Teatro
- 1956 - Sua Excelência, a Vedete[3]